# Circonscription de Dawson
La circonscription de Dawson est une circonscription électorale fédérale australienne située sur la côte est au Queensland. Elle a été créée en 1949 et elle tient son nom d'Anderson Dawson qui fut le premier premier ministre travailliste du Queenland et le premier premier ministre travailliste au monde. Elle est située sur la côte Est du Queensland central et comprend les villes de Ayr, Bowen, Mackay et Proserpine. 
Elle a presque toujours été détenue par le Parti national.
Son représentant est Andrew Willcox du Parti libéral national.

## Représentants
| Nom                | Parti            | Période de mandat |
| ------------------ | ---------------- | ----------------- |
| Charles Davidson   | Country          | 1949-1963         |
| George Shaw        | Country          | 1963-1966         |
| Rex Patterson      | Travailliste     | 1966–1975         |
| Ray Braithwaite    | National         | 1975-1996         |
| De-Anne Kelly      | National         | 1996-2007         |
| James Bidgood      | Travailliste     | 2007-2010         |
| George Christensen | Libéral national | 2010–2022         |
| Andrew Willcox     | Libéral national | 2022–en cours     |

## Résultats des élections
| Parti                            | Parti                        | Candidat                     | Voix   | %     | ±     |
| -------------------------------- | ---------------------------- | ---------------------------- | ------ | ----- | ----- |
|                                  | Libéral national             | Andrew Willcox (en)          | 40 109 | 43,33 | +0,38 |
|                                  | Travailliste                 | Shane Hamilton               | 22 650 | 24,47 | +4,19 |
|                                  | Une nation                   | Julie Hall                   | 12 289 | 13,27 | +0,18 |
|                                  | Verts                        | Paula Creen                  | 6 675  | 7,21  | +2,70 |
|                                  | KAP                          | Ciaron Paterson              | 5 189  | 5,61  | −0,71 |
|                                  | UAP                          | Christian Young              | 3 713  | 4,01  | −0,89 |
|                                  | Grand australien             | Jim Jackson                  | 1 948  | 2,10  | +2,10 |
| Total des suffrages exprimés     | Total des suffrages exprimés | Total des suffrages exprimés | 92 573 | 95,86 | +2,87 |
| Votes nuls                       | Votes nuls                   | Votes nuls                   | 4 001  | 4,14  | −2,87 |
| Participation                    | Participation                | Participation                | 96 574 | 87,49 | −3,30 |
| Résultat de préférence bipartite |                              |                              |        |       |       |
|                                  | Libéral national             | Andrew Willcox (en)          | 55 930 | 60,42 | −4,19 |
|                                  | Travailliste                 | Shane Hamilton               | 36 643 | 39,58 | +4,19 |
|                                  | Libéral national retenir     | Libéral national retenir     | Swing  | −4,19 |       |